# It's a Bear (film 1919)
It's a Bear è un film muto del 1919 diretto da Lawrence C. Windom. Prodotto e distribuito dalla Triangle, aveva come interpreti Taylor Holmes, Vivian Reed, Howard Davies. Il film è considerato perduto.

## Trama

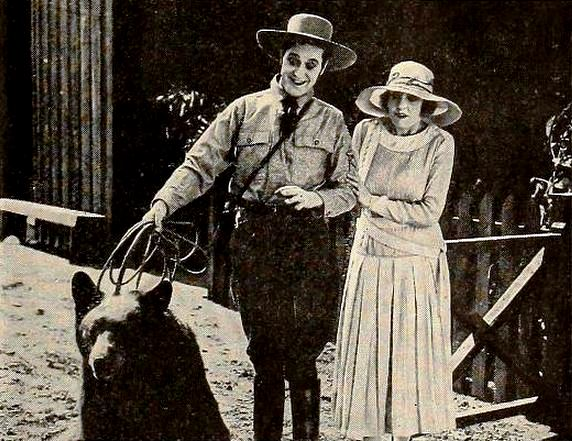
Taylor Holmes, Vivian Reed e Bessie the Bear

Gli interessi scientifici di Orlando Wintrhop per gli insetti crucciano suo padre, un ricco bostoniano, che preferirebbe un figlio più virile e meno educato. Seguendo i consigli di un libro, Orlando parte per il Wyoming, dove si trova il ranch di famiglia in cui si allevano ovini. Lì, vuole indagare sulle voci che circolano su Cogney, il caposquadra. Quando arriva, Orlando si presenta in paese in abbigliamento sportivo, sfoggiando anche un set di mazze da golf che provocano lo stupore e l'ilarità dei locali. Le sue maniere bislacche però non gli impediscono di prendere per il naso i cowboy battendoli a poker, bevendo più di loro e montando senza danni un cavallo selvaggio. Durante una caccia all'orso, dopo che i mandriani hanno cercato di spaventarlo con un falso orso di pezza, lui esce disinvolto dalla macchia seguito da un vero plantigrado che gli altri ignorano essere, in realtà, un orso ammaestrato. Orlando vanifica il piano di Cogney di uccidere alcune pecore e in una rissa, ha la meglio su di lui. In città, arrivano il padre e la fidanzata di Orlando: lui, ormai, si comporta da campagnolo e, mettendosi a masticare tabacco, provoca il disgusto della fidanzata che rompe con lui. Il giovane non se ne cura, anzi, è ben felice di essere libero perché, nel frattempo, lui si è innamorato della maestra del villaggio.

## Produzione
Il film fu prodotto dalla Triangle Film Corporation. Fu il primo film da protagonista per la Triangle di Taylor Holmes. Tra gli altri attori, appare anche Edna Phillips, la madre di Holmes.

## Distribuzione
Distribuito dalla Triangle Distributing, il film uscì nelle sale cinematografiche statunitensi il 16 marzo 1919.

### Conservazione
Non si conoscono copie ancora esistenti della pellicola che viene considerata presumibilmente perduta.